# 锡澄运河北新桥
31°46′18″N 120°14′46″E / 31.77153°N 120.24604°E
北新桥，又名迎秀桥，位于中华人民共和国江苏省无锡江阴市青阳镇北街梢，跨老锡澄运河（市河）。其与南新桥共同为江苏省文物保护单位。

## 特点
北新桥建于明朝嘉靖六年（1527年），由知县张集建造。该桥与南新桥（三元桥）为同年建造。两桥大小、形式一致，为姐妹桥。后在清咸丰元年（1851年），由镇民捐资重修。北新桥长25.6米，净跨10.26米。桥东坡有石阶30级，西坡有石阶20级。桥顶有四石狮望柱。1956年，老锡澄运河拓浚时，青阳镇段向西改道，对青阳市镇部分的旧河道改名市河。2005年，江阴市人民政府认定其为江阴市文物保护单位。2011年12月30日，江苏省人民政府认定北新桥与南新桥组成“锡澄运河南北新桥”，为江苏省文物保护单位。